# Orange (Frucht)
Die Orange (Aussprache: [oˈʁaŋʒə] oder [oˈʁɑ̃ːʒə]), nördlich der Speyerer Linie auch die Apfelsine (von niederdeutsch appelsina, wörtlich „Apfel aus China/Sina“) genannt, ist ein immergrüner Baum, im Speziellen wird auch dessen Frucht so genannt. Der gültige botanische Name der Orange ist Citrus × sinensis L., damit gehört sie zur Gattung der Zitruspflanzen (Citrus) in der Familie der Rautengewächse (Rutaceae). Sie stammt aus China oder Südostasien, wo sie aus einer Kreuzung von Mandarine (Citrus reticulata) und Pampelmuse (Citrus maxima) entstanden ist.
Die aus den gleichen Elternarten entstandene Bitterorange wird wegen ihrer gänzlich unterschiedlichen Verwendung von den süßen Orangen unterschieden. Während die Bitterorange spätestens im 11. Jahrhundert nach Italien kam, wurde die süße Variante erst im 15. Jahrhundert nach Europa eingeführt, wo sie zunächst fast ausschließlich in Portugal angebaut wurde. Die süße Orange ist die am häufigsten angebaute Zitrusfrucht der Welt.

## Beschreibung

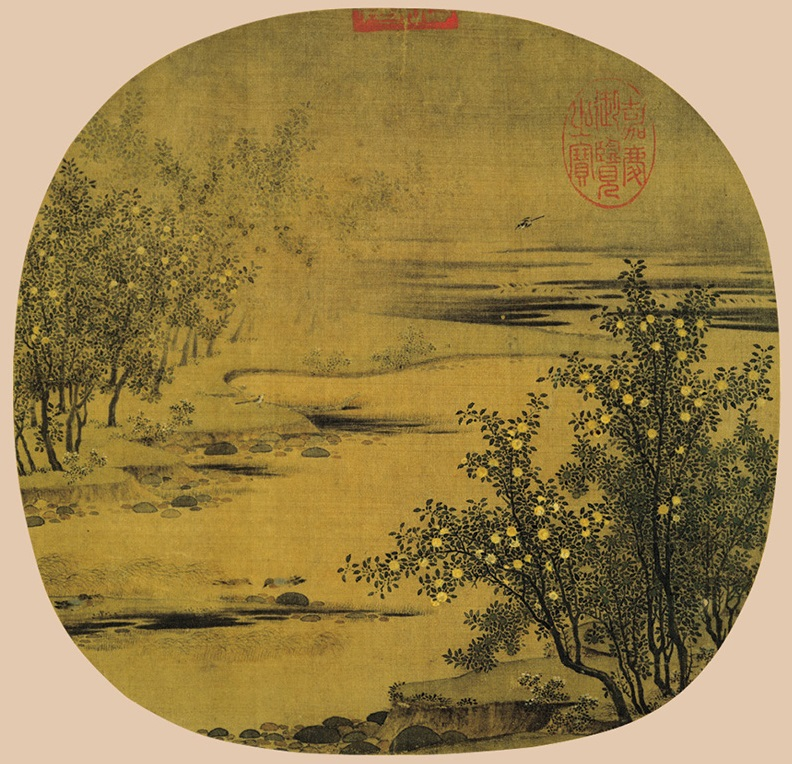
Gelbe Orangen (橙黃橘綠), Zhao Lingrang (趙令穰)

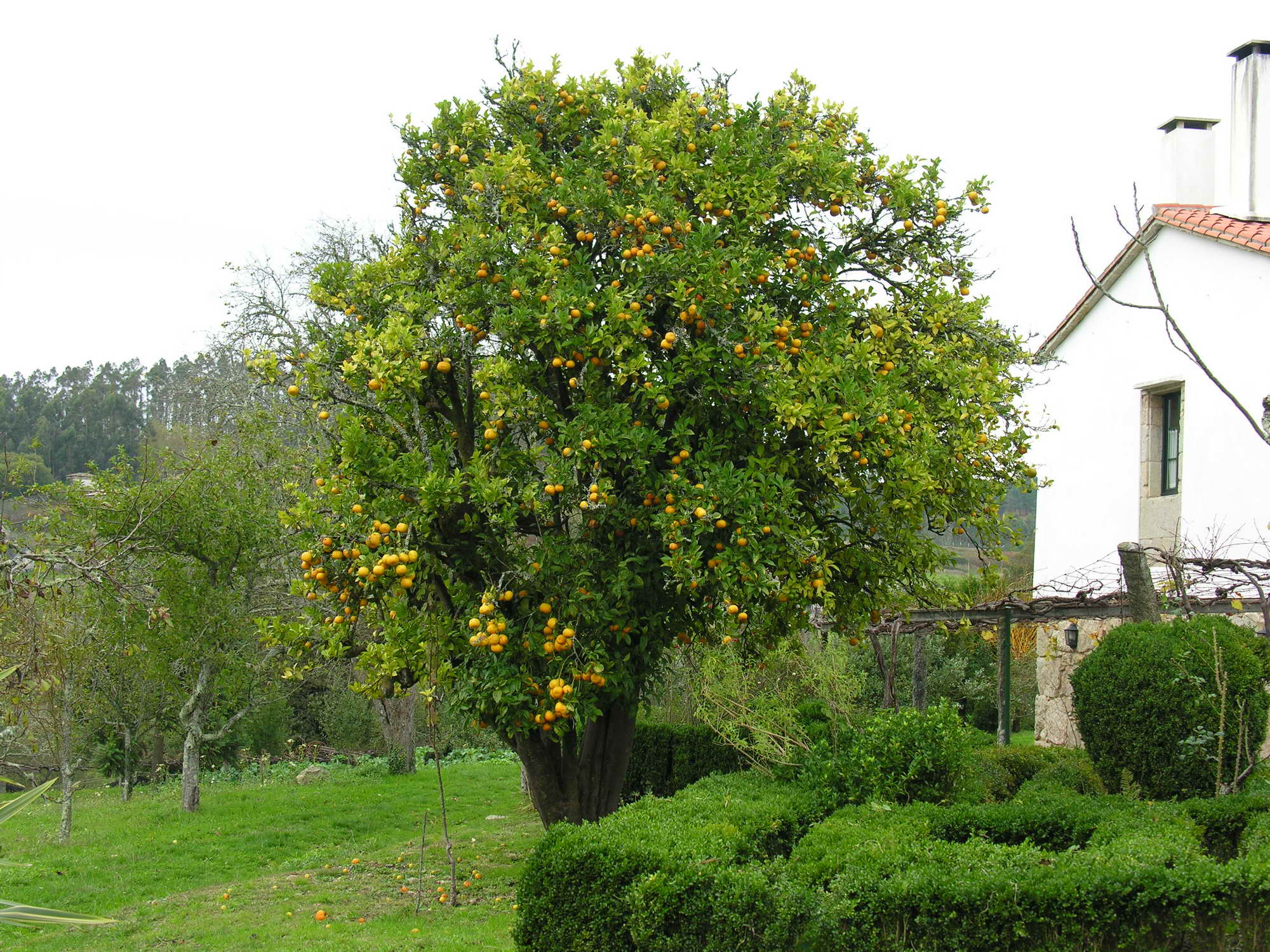
Habitus des Orangenbaumes

### Vegetative Merkmale
Orangenbäume sind kleine bis mittelgroße, immergrüne Bäume mit Wuchshöhen bis zu 10 Metern. Die runde Baumkrone weist eine regelmäßige Verzweigung auf. Die jungen Zweige sind kantig und mit dünnen, biegsamen, eher stumpfen, bis zu 8 cm langen Dornen besetzt.
Die wechselständig und spiralig an den Zweigen angeordneten (unifoliaten) Laubblätter sind in Blattstiel und Blattspreite gegliedert. Der Blattstiel ist verkehrt-eiförmig, nur gering verbreitert (geflügelt), mit schmaler Basis, 1 bis 3 cm breit und 0,6 bis 1,5 cm lang. Die ledrige, dicke, dunkelgrüne Blattspreite ist deutlich vom Blattstiel abgesetzt, mit abgerundetem Blattgrund, oval und zugespitzt.
Die Keimblätter (Cotyledonen) sind milchig weiß.

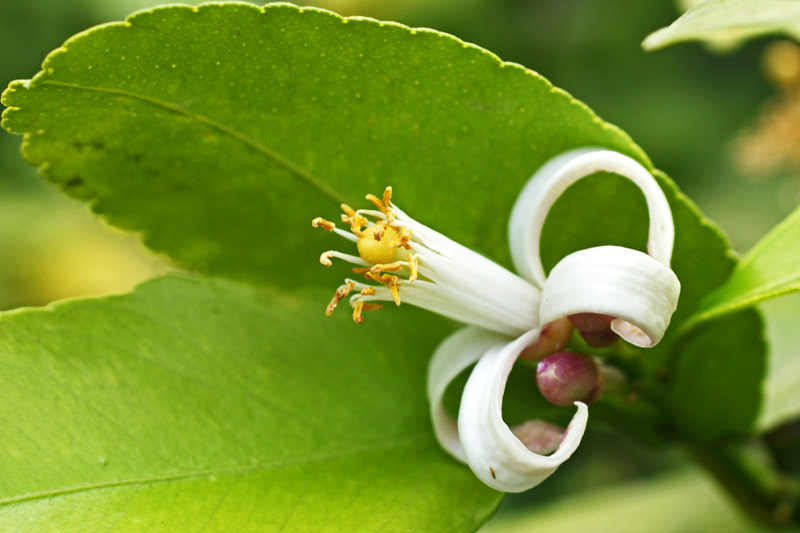
Orangenblüte und Knospe

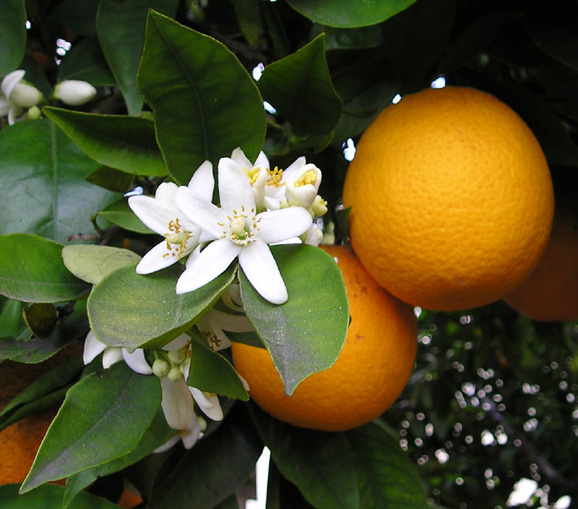
Orangenblüte und Orange

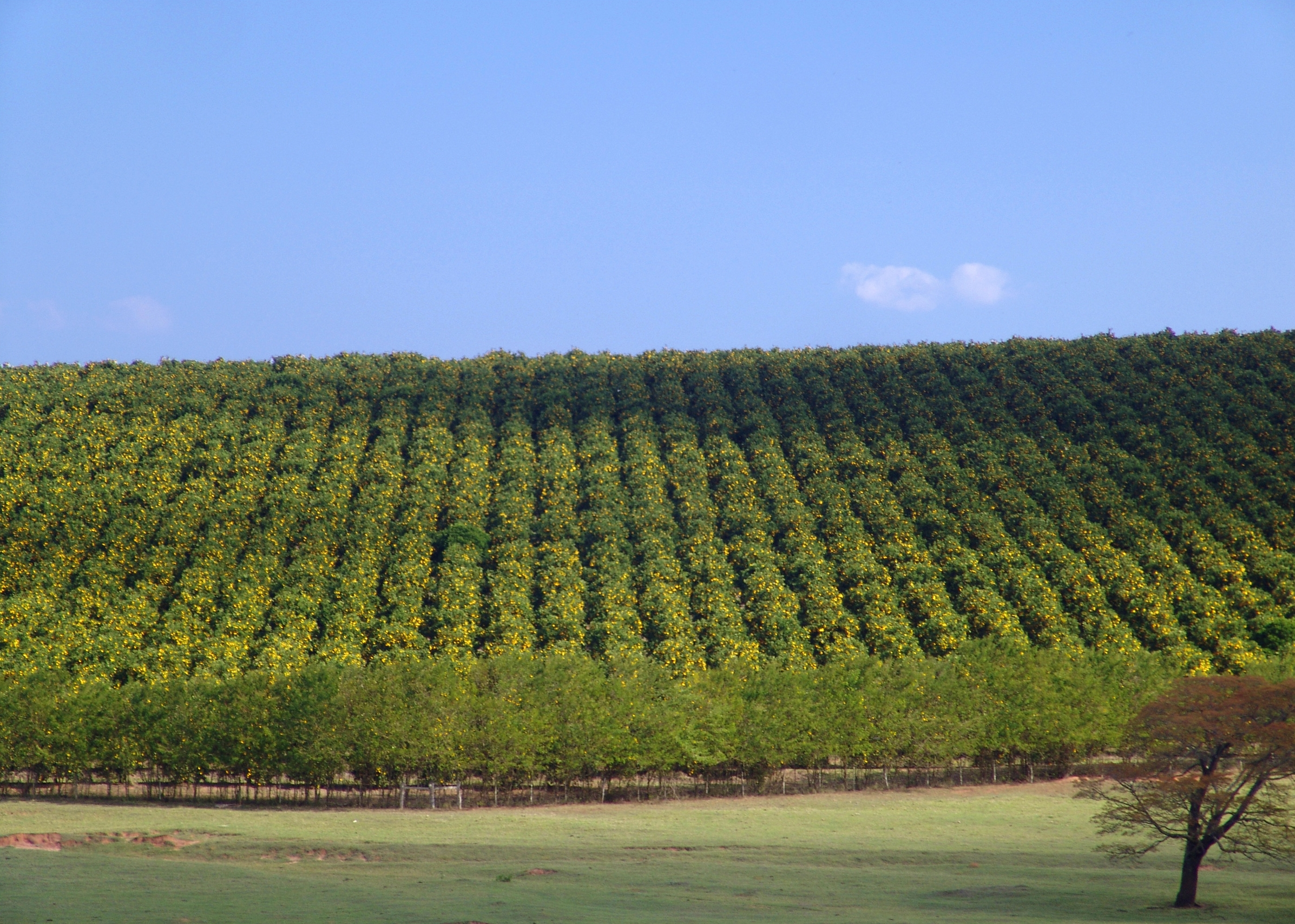
Plantage in Avaré, Brasilien

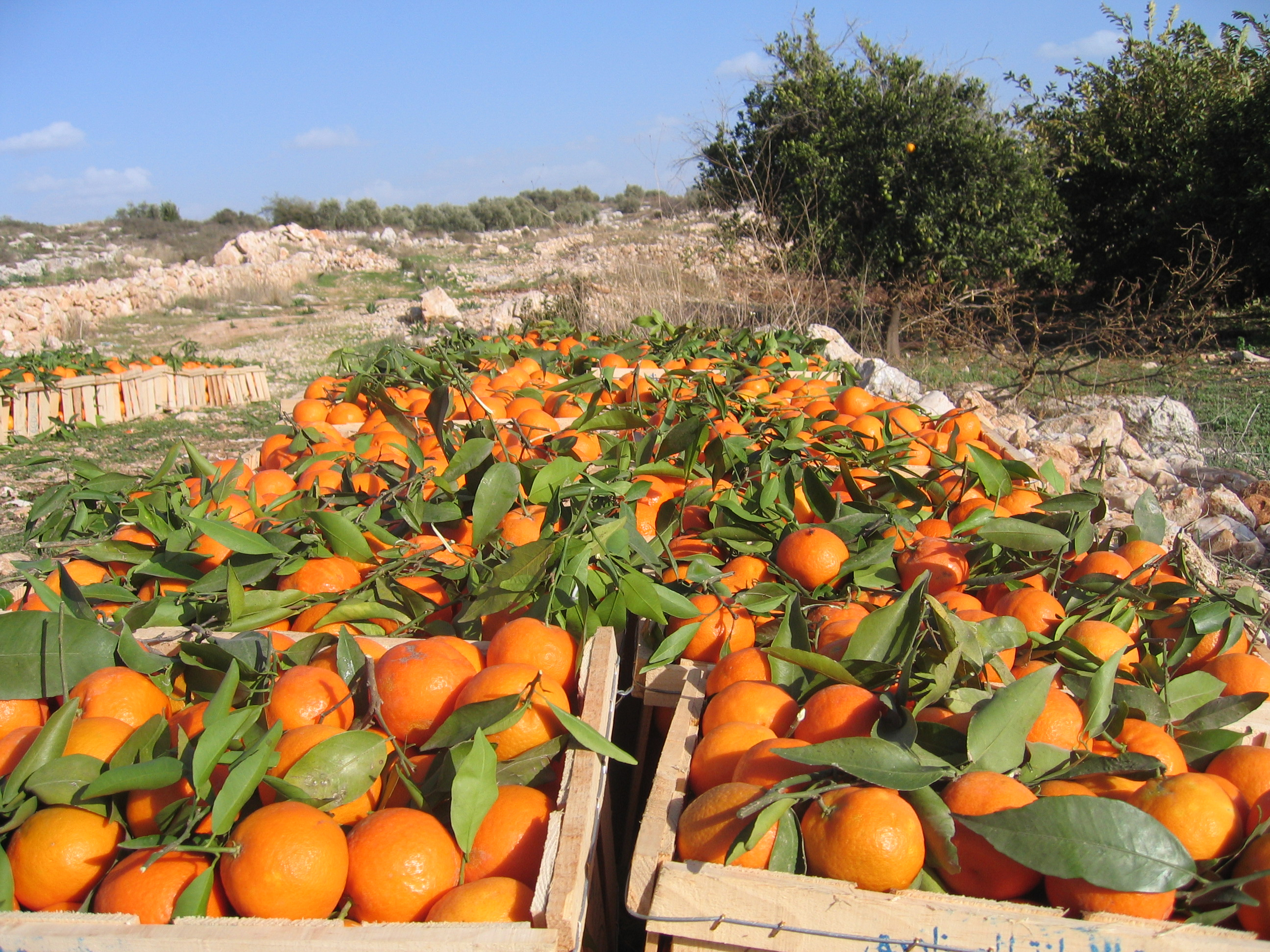
Frisch geerntete Orangen in Kafr Jamal, Palästina

### Generative Merkmale
Die Blüten stehen einzeln in den Blattachseln oder in wenigblütigen, traubigen Blütenständen zusammen. Die duftenden Blüten sind radiärsymmetrisch und zwittrig oder rein männlich mit doppelten Perianth. Die vier oder fünf Kelchblätter sind verwachsen. Die fünf freien Kronblätter sind weiß gefärbt. Es sind 20 bis 25 Staubblätter vorhanden, deren Staubfäden an ihrer Basis zu mehreren Gruppen verwachsen sind. Der Fruchtknoten ist oval und deutlich vom Griffel abgesetzt. In Europa blüht die Orange von Februar bis Juni, in China von April bis Mai.
Orangenbäume entwickeln – wie viele andere Zitrusfrüchte – auch ohne Fremdbefruchtung Früchte. Bei der Frucht (Hesperidium) besteht das Sarcocarp aus zehn bis dreizehn Segmenten, die mit Saftschläuchen von meist oranger, gelegentlich auch gelber bis roter Farbe gefüllt sind. Jedes Segment ist von einem dünnen Häutchen (Endokarp) umgeben, die ganze Frucht von einer zweigeteilten Schale. Die innere Schicht der Schale ist weiß (Mesokarp, Albedo), die äußere im reifen Zustand orange oder grün (Exokarp, Flavedo). In der reifen Fruchtschale sitzen zahlreiche Öldrüsen, sie verströmen einen aromatischen Duft. Schale und Segmente sind miteinander verwachsen, die Frucht lässt sich schwerer schälen oder teilen als andere Zitrusfrüchte. Die zentrale Achse der Frucht ist – im Unterschied zur Bitterorange – nicht hohl. Jede Frucht enthält viele Samen. Die großen, ovalen Samen besitzen eine raue Samenschale und ein weißes Inneres. Jeder Same enthält einen bis meist viele Embryonen unterschiedlicher Größe. In China reifen die Früchte von September bis Dezember.
Die Chromosomengrundzahl beträgt n = 9, neben diploiden Formen treten auch polyploide Formen auf.

## Farbe und Qualität der Früchte
In Regionen mit tropisch-warmen Nächten und hoher Luftfeuchtigkeit bleiben die Früchte während der Reifung grün. Die Farbe Orange ist also kein Reifemerkmal. Da viele Verbraucher die grüne Farbe für ein Unreifemerkmal halten, werden die grünen Früchte in der Regel vor dem Verkauf entgrünt, indem sie Ethylengas ausgesetzt werden, welches das grüne Chlorophyll in der Schale zerstört. Dadurch bedingte Qualitätseinbußen werden der besseren Vermarktung halber hingenommen.
Die Vermarktungsnorm der EU für Zitrusfrüchte schreibt vor, dass die Färbung von Orangen sortentypisch sein muss. Maximal ein Fünftel der Schale darf hellgrün gefärbt sein. Jedoch darf bei Orangen, die in Gebieten erzeugt werden, in denen während der Entwicklungszeit hohe Lufttemperaturen und eine hohe relative Luftfeuchtigkeit herrschen, mehr als ein Fünftel der Schale grün gefärbt sein (außerdem müssen alle Orangen je nach Sorte einen Mindestsaftgehalt von 30 % bis 45 % haben). Die Entgrünung ist in der EU erlaubt.

## Namensgebung
Der Name Orange (lateinisch früher Aurantia bzw. Citrus aurantium) stammt über Altprovenzalisch auranja und Spanisch naranja aus dem Arabischen (nārandsch / نارنج), das seinerseits über das persische (nārendsch / نارنج / nāranğ, und nāreng / نارنگ) und Sanskrit ञरंगः nāranga auf ein dravidisches Wort (vgl. Tamil nāram) zurückgeht. Das n- wurde bei der Entlehnung aus dem Spanischen in andere romanische Sprachen durch andere Anlautkonsonanten ersetzt (portugiesisch laranja, katalanisch taronja) und ging schließlich ganz verloren (Französisch orange; Provenzalisch irange; Italienisch arancia). Im Arabischen heißt die Orange heute burtuqāl / برتقال (von „Portugal“), während nārandsch / نارنج für die Bitterorange steht. In ähnlicher Weise wird im Neugriechischen die bittere νεράντζι nerantsi von der süßen πορτοκάλι portokali unterschieden. Die Farbe Orange ist nach der Frucht benannt.
Der Name Apfelsine leitet sich aus Apfel-Sine, chinesischer Apfel, ab (vgl. niederländisch sinaasappel „Chinas Apfel“). Bis in die Mitte des 20. Jahrhunderts gab es noch eine deutliche Trennung im Sprachgebrauch – nördlich des Mains, in der Rheinpfalz und im Osten Deutschlands wurde die Frucht „Apfelsine“ genannt. Mittlerweile setzt sich die Leitform „Orange“ zunehmend durch, vermutlich weil dieser Name „feiner“ klingt. Der große norddeutsche Fruchtsafthersteller riha verwendet nach eigenen Angaben die Bezeichnung Apfelsinensaft, wenn der Saft Fruchtfleisch enthält.
Die Erstbeschreibung unter dem Namen Citrus aurantium erfolgte 1793 durch Carl von Linné in Species Plantarum, 2, S. 782–783. Es wurde erkannt, dass es sich um eine Hybride handelt und Citrus  × aurantium richtig und damit gültig ist. Es gibt eine große Zahl von Synonymen: Aurantium × acre Mill., Aurantium × corniculatum Mill., Aurantium × distortum Mill., Aurantium × humile  Miller, Aurantium × myrtifolium escourtilz, Aurantium × sinense Miller, Aurantium × vulgare (Risso) M.Gómez, Citrus × amara Link, Citrus × aurantium subsp. amara Engler, Citrus × aurantium var. bigaradia (Loiseleur) Brandis, Citrus × aurantium var. crassa Risso, Citrus × aurantium var. daidai Makino, Citrus × aurantium var. dulcis Hayne, Citrus × aurantium var. fetifera Risso, Citrus × aurantium var. lusitanica Risso, Citrus × aurantium var. myrtifolia Ker Gawler, Citrus × aurantium subf. nobilis (Lour.) Hiroe, Citrus × aurantium var. sanguinea Engler, Citrus × aurantium subf. sinensis (L.) Hiroe, Citrus × aurantium subsp. sinensis (L.) Engler, Citrus × aurantium var. sinensis L., Citrus × aurantium subsp. suntara Engler, Citrus × aurantium var. vulgaris (Risso) Risso & Poiteau, Citrus × aurata Risso, Citrus × bigaradia Loiseleur, Citrus × changshan-huyou Y.B.Chang, Citrus × communis Poiteau & Turpin, Citrus decumana (L.) L. var. paradisi (Macfadyen) H.H.A.Nicholls, Citrus × dulcis Persoon, Citrus × florida Salisbury, Citrus × humilis (Mill.) Poiret, Citrus maxima  (Burman) Merrill var. uvacarpa Merrill, Citrus × myrtifolia (Ker Gawler) Raf., Citrus × paradisi Macfadyen, Citrus × sinensis  (L.) Osbeck, Citrus × sinensis var. brasiliensis Tanaka, Citrus × sinensis subsp. crassa (Risso) Rivera et al., Citrus × sinensis subsp. fetifera (Risso) Rivera et al., Citrus × sinensis subsp. lusitanica (Risso) Rivera et al., Citrus × sinensis var. sanguinea (Engler) Engler, Citrus × sinensis  var. sekkan Hayata, Citrus × sinensis subsp. suntara (Engler) Engler, Citrus × taiwanica Tanaka & Shimada; Citrus × tangelo Ingram & H.E.Moore, Citrus × vulgaris Risso. Das Art-Epitheton sinensis bedeutet „chinesisch“.

## Geschichte
Die Orange lässt sich in Europa nicht vor dem 15. Jahrhundert nachweisen – im Gegensatz zur ähnlichen Bitterorange, die schon im Mittelalter auf dem Landweg bis nach Europa gekommen war. Auch wenn einzelne Hinweise auf süße Orangen schon für einen früheren Zeitpunkt vorliegen, scheint sich die Qualität erst ab 1500 erheblich gesteigert zu haben, aufgrund der Einführung besserer Sorten durch Portugiesen, die diese nach der Entdeckung des Seeweges nach Indien in Europa verbreiteten. So berichtet Vasco da Gama 1498, er habe in Mombasa sehr gute Orangen, viel besser als jene in Portugal zu dieser Zeit bekannte, gesehen. Die Verbindung von süßen Orangen und Portugal, die sich in der Namensgebung in etlichen Sprachen niedergeschlagen hat, wurde eventuell durch die Erzählung gefördert, dass der eine, originale und ursprünglich eingeführte Baum noch Jahrhunderte in Lissabon gestanden habe.

## Verwendung

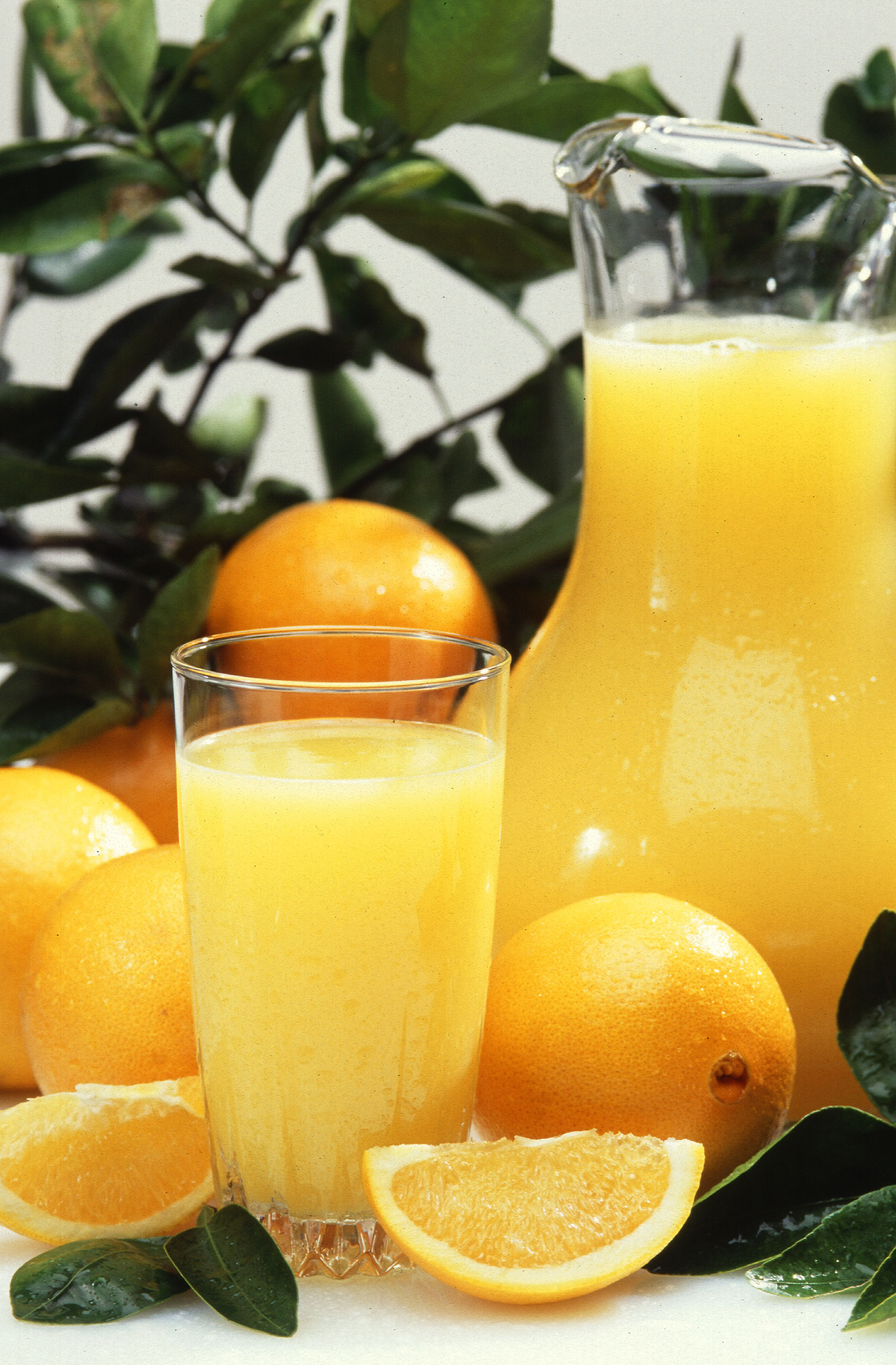
Orange und ihr Saft: klassischer Vitamin-C-Lieferant

In Europa werden die Orangen von August (Frühsorten aus Sevilla) bis Mai (Spätsorte Tardivo di Sanvito, Sardinien) geerntet. Das im Welthandel bedeutendste Orangenprodukt ist der Orangensaft, welcher zum Großteil aus Brasilien stammt und in Form von Konzentrat (Sirup) gehandelt wird. Auch frische Orangen haben sich in der Lebensmittellandschaft zahlreicher Staaten fest etabliert. Früher als Schutz, heute zu Werbezwecken werden Orangen des Öfteren in Orangenpapieren eingewickelt zum Verkauf angeboten.
Daneben dient die Orange auch als Quelle von Duftstoffen: Aus den Orangenschalen gewinnt man das Terpen d-Limonen, das als biogenes Lösemittel und Rohstoff für die Parfümindustrie vielseitig verwendet wird. Das edel riechende Neroliöl erhält man durch Wasserdampfdestillation der Orangenblüten, wobei zumeist jedoch nicht die Blüten von Citrus sinensis, sondern die der Pomeranze (Citrus × aurantium) zum Einsatz kommen.
Hauchdünne, bitterstofffreie Orangenschalen, wie sie zum Aromatisieren vieler Speisen benötigt werden, lassen sich mit einem Zestenreißer (teils auch Zesteur genannt) herstellen. Getrocknete Orangenschalen finden sich auch häufig in Teemischungen.
Auch die Blüten können zu einem Tee verarbeitet werden.
Orangenscheiben, Blüten und Schalen werden auch als Dekoration von Speisen und Getränken verwendet (Orangentwist).

## Sorten

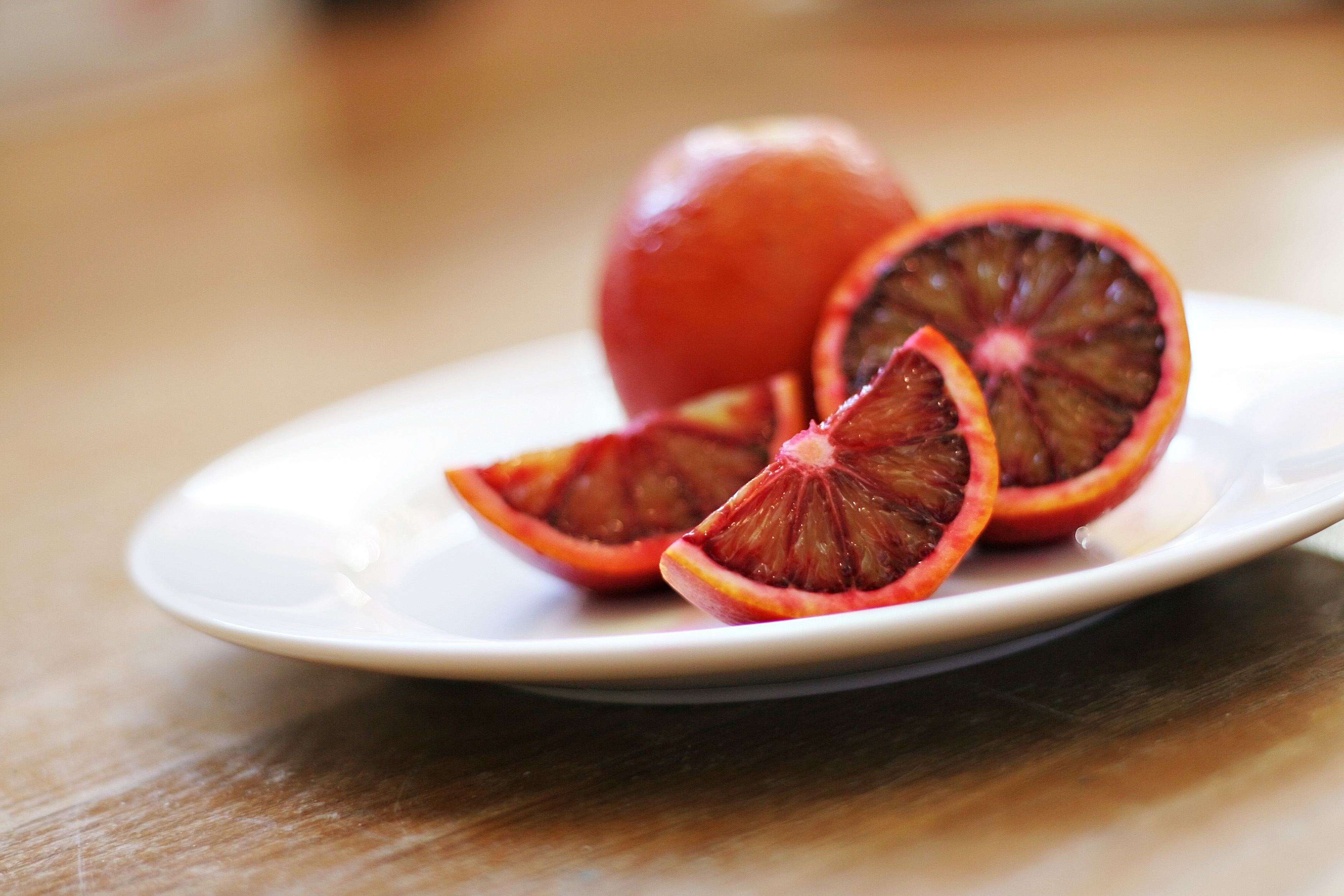
Blutorangen

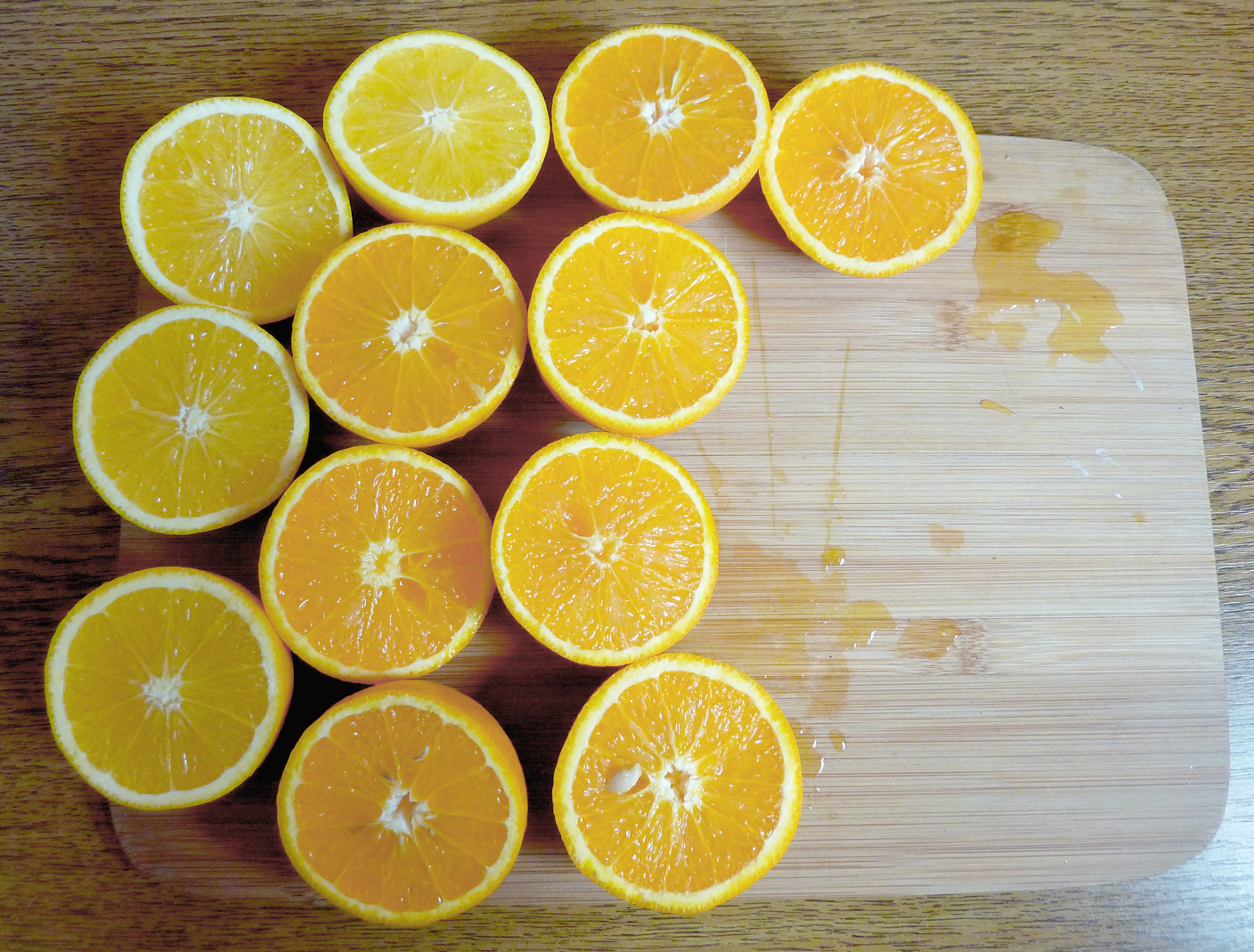
Verschiedene Orangensorten: „Navels“ (gelb), Ursprung Südafrika, und „Valencia Late“ (orange), Ursprung Spanien

Man unterteilt die Orangensorten in Bitterorangen (Pomeranzen) und vier Gruppen süßer Orangensorten, die Blondorangen (auch: Rundorangen), die Navelorangen (auch: Nabelorangen), die pigmentierten Orangen (Blut- und Halbblutorangen) sowie die säurefreien Orangen.
- Blondorangen (wichtigste Gruppe)
  - 'Shamouti' (auch 'Jaffaorange'), hauptsächlich in Israel/Palästina angebaut
  - 'Valencia' oder auch 'Valencia Late' genannt, hauptsächlich im Mittelmeerraum, Südafrika und den USA angebaut
  - 'Baladi'
  - 'Hamlin'
  - 'Hart's Tardiff'
- Navelorangen (ursprünglich in Brasilien beheimatet), auch Bahia-Orangen genannt. Ihr Merkmal ist eine Ausstülpung am Blütenpol, wo sich – ausgehend von einem weiteren, kleineren Fruchtblattkreis – eine zweite, meist unterentwickelte Tochterfrucht gebildet hat.
  - 'Washington NewHal', erkennbar durch die großen Ausstülpungen an der Spitze und oft riesige Fruchtgröße, meist deklariert als Navelina
  - 'Cara Cara', eine Selektion der 'Bahia' mit rotem Fruchtfleisch (meist deklariert als Washington Sanguine), aus Kalifornien und aus Spanien kommend, werden oft mit Blutorangen verwechselt
  - 'Navelina', eine spanische Selektion in allen Fruchtgrößen fast ohne Tochterfrucht.
  - 'Salustiana', kleinkalibrige Frucht mit dünner Schale, bestens zum Pressen geeignet
  - 'Navelate', eine spätreifende spanische Selektion, sehr süß
  - 'NavelLaneLate', vor der 'Valencia Late' die späteste der Navel-Orangen
  - 'Powell Navel', eine spätreifende sehr süße Orange
- Blutorangen (wegen des tiefroten Fleisches, bei einigen Sorten auch wegen der Schale). Die rote Fruchtfleischfärbung wird durch Anthocyan in den Pigmenten von Fruchtfleisch und Schale hervorgerufen und entsteht in trockenen Gebieten mit großen täglichen Temperaturdifferenzen (Nachtfrösten).[16] Die Moro-Orangen wachsen beispielsweise auf den Hängen des Vulkans Ätna auf Sizilien.
  - 'Sanguine' (Rundblut)
  - 'Double fine' (Blutoval)
  - 'Moro'
  - 'Tarocco'
  - 'Sanguinello'
  - 'Manica'
  - La Maltaise Sanguine
- Die oft fälschlicherweise als Säurefreie Orangen bezeichneten Zitrusfrüchte (u. a. beheimatet in Indien) sind frühreife grün-, teils gelbschalige Süße Limetten (Citrus Limetta), die aufgrund ihres geringen Säuregehalts süßer, aber weniger aromatisch sind. Geerntet wird diese Sorte im Spätherbst bis Winter.
  - 'Mosambi'

## Inhaltsstoffe

### Nährstoffe
Das Fruchtfleisch der Orange besteht zu 87 % aus Wasser, zu 12 % aus Kohlenhydraten, zu 1 % aus Eiweiß und enthält vernachlässigbare Mengen an Fett (siehe Tabelle). Bei einer Referenzmenge von 100 Gramm liefert das Fruchtfleisch der Orange 52 Kilokalorien und ist eine reiche Quelle für Vitamin C, das 74 % des Tagesbedarfs deckt. Keine anderen Mikronährstoffe sind in signifikanten Mengen vorhanden (siehe Tabelle).
Wichtige natürliche Aromastoffe im Orangensaft sind zum Beispiel Acetaldehyd, Hexanal, Octanal, Nonanal, Decanal, Ethyl-2-methylbutyrat, (R)-Limonen, Myrcen und (R)-α-Pinen. Dabei schwankt die Zusammensetzung der Aromen je nach Orangensorte zum Teil stark. Dies trifft zum Beispiel auf Ethylacetat, Ethylpropanoat, (S)-Linalool, Ethyl-2-methylpropanoat, 1-Penten-3-on, Ethylbutanoat, 3-Isopropyl-2-methoxy-pyrazin, (R)-Methyl-3-hydroxyhexanoat sowie 2- und 3-Methylbuttersäure zu. Viele der Ester kommen dabei nur im Orangensaft, nicht jedoch im Orangenschalenöl vor.
Nach Wasserentzug können sowohl Faserstoffe wie Antioxidantien in Qualität und Quantität verändert werden, je nach Dauer oder Temperatur (30 °C gegenüber 90 °C) der Lufttrocknung.

### Fruchtschale
Die Schale enthält 0,3 bis 0,5 % Orangenöl (Hauptbestandteil Limonen), welches zur Aromatisierung, für medizinische, kosmetische und für technische Zwecke verwendet wird. Orangenöl ist ein Gefahrstoff, schädigt die Atemwege, ist brennbar, reizt Haut und Augen und ist schädlich für Wasserorganismen. Die Oberfläche von Orangen ist zum Schutz vor Schimmelpilzen häufig mit Wachsen behandelt, denen (außer im Ökolandbau) meist Konservierungsmittel wie Thiabendazol (E 233), Orthophenylphenol (E 231), Natriumorthophenylphenol (E 232), Biphenyl (E 230, in der EU nicht mehr erlaubt) und Imazalil zugesetzt werden.

### Samen
Die Samen der Süßorangen, geschält oder ungeschält, enthielten in einer Analyse etwa 54,2 % Fette, 28,5 % Kohlenhydrate, 5,5 % Faserstoffe, 3,1 % Proteine und 2,5 % Ascheanteil (Mineralstoffe) in den ungeschälten Samen, jeweils auf die Trockenmasse bezogen. Unter den Mineralien dominierten Calcium und Kalium.

## Wirtschaftliche Bedeutung
Laut der Ernährungs- und Landwirtschaftsorganisation FAO betrug im Jahr 2022 die Weltproduktion von Orangen 76.410.037 Tonnen. Die nachfolgende Tabelle gibt eine Übersicht über die 20 wichtigsten Anbauländer von Orangen, die insgesamt 89,1 % der weltweiten Gesamtmenge produzierten. In Europa wurden 5,9 Mio. t geerntet. Die größten europäischen Produzenten waren Spanien, Italien und Griechenland.
| Rang         | Land                | Menge (in t) |              | Rang         | Land         | Menge (in t) |
| ------------ | ------------------- | ------------ | ------------ | ------------ | ------------ | ------------ |
| 1            | Brasilien           | 16.929.631   | 11           | Italien      | 1.783.110    |              |
| 2            | Indien              | 10.198.000   | 12           | Südafrika    | 1.747.778    |              |
| 3            | Volksrepublik China | 7.600.000    | 13           | Pakistan     | 1.605.294    |              |
| 4            | Mexiko              | 4.850.083    | 14           | Türkei       | 1.322.000    |              |
| 5            | Ägypten             | 3.392.819    | 15           | Marokko      | 1.248.308    |              |
| 6            | Vereinigte Staaten  | 3.148.840    | 16           | Algerien     | 1.209.560    |              |
| 7            | Spanien             | 2.817.400    | 17           | Argentinien  | 1.057.678    |              |
| 8            | Indonesien          | 2.684.978    | 18           | Griechenland | 873.670      |              |
| 9            | Iran                | 2.321.124    | 19           | Kolumbien    | 749.440      |              |
| 10           | Vietnam             | 1.807.859    | 20           | Ghana        | 696.925      |              |
| Summe Top 20 | Summe Top 20        | Summe Top 20 | Summe Top 20 | Summe Top 20 | Summe Top 20 | 68.044.497   |

## Trivia
Im Handel werden häufig Früchte als „Saftorangen“ angeboten. Dies ist keine eigene Sorte, sondern sagt nur etwas über die Größe der Früchte aus. Sie dürfen ein bestimmtes Kaliber nicht überschreiten, damit sie in den in einigen Restaurantbetrieben vorhandenen automatischen Saftpressen verwendet werden können. Zu große Früchte würden dort einen Stau verursachen.

## Film
- Ausgepresst und ausgenommen. Das bittere Geschäft mit den Orangen Dokumentarfilm, Deutschland, 2013, 28:50 Min., Buch und Regie: Stefan Hanf und Anja Utfeld, Produktion: ZDF, Reihe: ZDFzoom, Erstsendung: 29. Januar 2014.[22]